# The San Francisco Examiner
 (mars 2025).
Le San Francisco Examiner est un journal qui paraît dans la ville de San Francisco en Californie. Fondé en 1865, il a constitué le premier titre de l'empire de presse dans lequel le milliardaire George Hearst a réinvesti les profits de son empire minier.

## Description

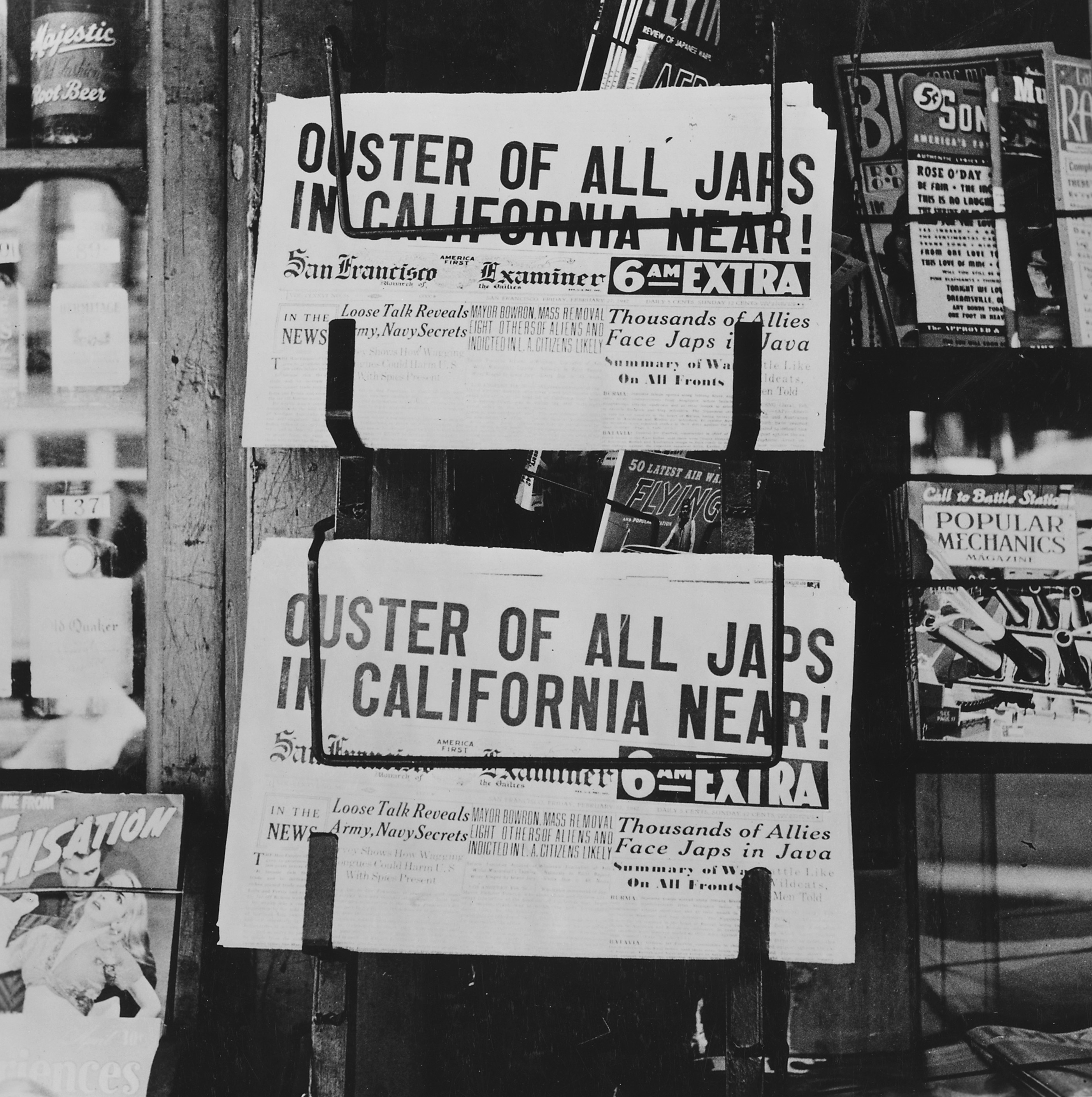
Édition du 27 février 1942.

Son actuel propriétaire est Philip Anschutz et son siège se trouve sur Mission Street. Son tirage actuel varie de 190 000 exemplaires en semaine à 250 000 le week-end. Il devient gratuit en 2003.